# A LoliRock epizódjainak listája
A LoliRock francia televíziós 2D-s számítógépes animációs sorozat, amelyet a Zodiak Kids gyárt. A sorozatot a France 3 vetíti a sugározza a régi Ludo műsorblokkban, de a Disney Channel is vetíti Franciaországban 2014. október 18. óta. Magyarországon 2015. május 11-én mutatták be a Disney Csatornán.

## Évados áttekintés
| Évad | Évad | Epizódok | Eredeti sugárzás                                       | Eredeti sugárzás                                      | Magyar sugárzás | Magyar sugárzás   | Magyar sugárzás | Magyar sugárzás |
| Évad | Évad | Epizódok | Eredeti sugárzás                                       | Eredeti sugárzás                                      | Disney Channel  | Disney Channel    | Kölyökklub      | Kölyökklub      |
| Évad | Évad | Epizódok | Évadpremier                                            | Évadfinálé                                            | Évadpremier     | Évadfinálé        | Évadpremier     | Évadfinálé      |
| ---- | ---- | -------- | ------------------------------------------------------ | ----------------------------------------------------- | --------------- | ----------------- | --------------- | --------------- |
|      | 1    | 26       | 2014. október 18.                                      | 2016. április 29.                                     | 2015. május 11. | 2016. március 15. |                 |                 |
|      | 2    | 26       | 2017. január 5. (Netflix) 2017. február 13. (France 4) | 2017. január 5. (Netflix) 2017. március 2. (France 4) | TBA             | TBA               |                 |                 |

## Epizódok

### 1. évad
| #   | #   | Francia cím                | Angol cím                        | Magyar cím            | Magyar cím | Rendezte             | Írta                | Eredeti premier    | Magyar premier      | Magyar premier | Gyártási kód |
| #   | #   | Francia cím                | Angol cím                        | Disney Channel        | Kölyökklub | Rendezte             | Írta                | Eredeti premier    | Disney Channel      | Kölyökklub     | Gyártási kód |
| --- | --- | -------------------------- | -------------------------------- | --------------------- | ---------- | -------------------- | ------------------- | ------------------ | ------------------- | -------------- | ------------ |
| 1.  | 1.  | L'audition                 | To Find a Princess               | A hercegnő nyomában   |            | Jean-Louis Vandestoc | Madellaine Paxson   | 2014. október 18.  | 2015. május 11.     |                | 101          |
| 2.  | 2.  | Le mystère des fleurs      | Flower Power                     | A virágok ereje       |            | Jean-Louis Vandestoc | Madellaine Paxson   | 2014. november 1.  | 2015. május 12.     |                | 102          |
| 3.  | 3.  | Coup de foudre             | Be Mine                          | Légy az enyém!        |            | Jean-Louis Vandestoc | Madellaine Paxson   | 2014. november 15. | 2015. május 13.     |                | 103          |
| 4.  | 4.  | La Prémonition             | The Birthday                     | A születésnap         |            | Jean-Louis Vandestoc | Madellaine Paxson   | 2015. január 10.   | 2015. május 14.     |                | 104          |
| 5.  | 5.  | Une voix magique           | Sing for Me                      | Énekelj nekem!        |            | Jean-Louis Vandestoc | Eddie Guzelian      | 2015. január 31.   | 2015. május 15.     |                | 105          |
| 6.  | 6.  | Xéris                      | Xeris                            | Szérisz               |            | Jean-Louis Vandestoc | Madellaine Paxson   | 2014. november 29. | 2015. május 18.     |                | 106          |
| 7.  | 7.  | Le trésor de l'épave       | Sirens                           | Szirének              |            | Jean-Louis Vandestoc | Laura McCreary      | 2014. november 22. | 2015. május 19.     |                | 107          |
| 8.  | 8.  | Amour double               | Talia and Kyle Sitting in a Tree | Két szerelmes pár!    |            | Jean-Louis Vandestoc | Rhonda Smiley       | 2014. november 8.  | 2015. május 20.     |                | 108          |
| 9.  | 9.  | Promis Juré                | A Promise Is a Promise           | Az ígéret szép szó    |            | Jean-Louis Vandestoc | Rhonda Smiley       | 2014. október 25.  | 2015. május 21.     |                | 109          |
| 10. | 10. | Une vie de star            | Lucky Star                       | Filmcsillag           |            | Jean-Louis Vandestoc | Shea Fontana        | 2016. április 15.  | 2015. november 30.  |                | 110          |
| 11. | 11. | Sous une bonne étoile      | Step Right Up                    | Kis figyelmet kérek!  |            | Jean-Louis Vandestoc | Elise Allen         | 2016. április 13.  | 2015. december 1.   |                | 111          |
| 12. | 12. | Mémoire trouble            | No Thanks for the Memories       | Emlékezetkiesés       |            | Jean-Louis Vandestoc | Anne-Marie Perrotta | 2016. április 26.  | 2015. július 11.    |                | 112          |
| 13. | 13. | Peur du Noir               | Batty                            | A denevérbarlang      |            | Jean-Louis Vandestoc | Rhonda Smiley       | 2014. december 6.  | 2015. május 22.     |                | 113          |
| 14. | 14. | Les pieds dans le sable    | Castles in the Sand              | Homokvárak            |            | Jean-Louis Vandestoc | Eddie Guzelian      | 2016. április 21.  | 2015. december 2.   |                | 114          |
| 15. | 15. | Cousu de fil noir          | Stitches                         | Szabás-varrás         |            | Jean-Louis Vandestoc | Catherine Lieuwen   | 2016. április 14.  | 2015. december 9.   |                | 115          |
| 16. | 16. | Une nuit à la belle étoile | Camp Princess                    | A tábor hercegnője    |            | Jean-Louis Vandestoc | Anne-Marie Perrotta | 2014. november 13. | 2015. augusztus 24. |                | 116          |
| 17. | 17. | Guitare en solo            | Heavy Metal                      | Heavy Metal           |            | Jean-Louis Vandestoc | Madellaine Paxson   | 2015. január 3.    | 2015. augusztus 25. |                | 117          |
| 18. | 18. | La Légende du Lac Yness    | Legend of Lake Agnes             | Az Ágnes tó legendája |            | Jean-Louis Vandestoc | Rhonda Smiley       | 2016. április 18.  | 2015. december 10.  |                | 118          |
| 19. | 19. | Shanila                    | Shanila Surprise                 | Meglepetés Shanila    |            | Jean-Louis Vandestoc | Madellaine Paxson   | 2015. január 17.   | 2015. augusztus 26. |                | 119          |
| 20. | 20. | Tombola Mania              | Raffle Baffle                    | Tombolacsata          |            | Jean-Louis Vandestoc | Rhonda Smiley       | 2016. április 22.  | 2015. december 3.   |                | 120          |
| 21. | 21. | Une Soirée Magique         | Dance Craze                      | Halloween-parti       |            | Jean-Louis Vandestoc | Elise Allen         | 2016. április 25.  | 2015. december 7.   |                | 121          |
| 22. | 22. | La maison des ombres       | The Haunting                     | Hívatlan vendégek     |            | Jean-Louis Vandestoc | Rhonda Smiley       | 2016. április 20.  | 2015. december 8.   |                | 122          |
| 23. | 23. | Grimoire à vendre          | Spellbound                       | Megbűvölve            |            | Jean-Louis Vandestoc | Mirith Colad        | 2016. április 19.  | 2015. december 11.  |                | 123          |
| 24. | 24. | La Menace Mobile           | Smart                            | Okos varázslat        |            | Jean-Louis Vandestoc | Eddie Guzelian      | 2016. április 17.  | 2015. december 4.   |                | 124          |
| 25. | 25. | Ephedia (première partie)  | Home: Part 1                     | Otthon, 1. rész       |            | Jean-Louis Vandestoc | Madellaine Paxson   | 2016. április 28.  | 2016. március 14.   |                | 125          |
| 26. | 26. | Ephedia (deuxième partie)  | Home: Part 2                     | Otthon, 2. rész       |            | Jean-Louis Vandestoc | Madellaine Paxson   | 2016. április 29.  | 2016. március 15.   |                | 126          |

### 2. évad
| #   | #   | Francia cím                       | Angol cím                       | Magyar cím | Rendezte             | Írta                               | Eredeti premier                                                                     | Magyar premier | Gyártási kód |
| --- | --- | --------------------------------- | ------------------------------- | ---------- | -------------------- | ---------------------------------- | ----------------------------------------------------------------------------------- | -------------- | ------------ |
| 27. | 1.  | Une Tournée Magique!              | Musical Magical Tour            |            | Jean-Louis Vandestoc | Madellaine Paxson                  | 2016. december 17. (Youtube) 2017. január 5. (Netflix) 2017. február 13. (France 4) |                | 2.01         |
| 28. | 2.  | La bonne action!                  | If You Can't Beat'em            |            | Jean-Louis Vandestoc | Elise Allen                        | 2016. december 21. (Youtube) 2017. január 5. (Netflix) 2017. február 13. (France 4) |                | 2.02         |
| 29. | 3.  | Mordu D'Amour                     | Puppylove                       |            | Jean-Louis Vandestoc | Rhonda Smiley, James Hereth        | 2016. december 24. (Youtube) 2017. január 5. (Netflix) 2017. február 14. (France 4) |                | 2.03         |
| 30. | 4.  | Un chat trop chou?                | Super Cute Kitten               |            | Jean-Louis Vandestoc | Mirith Colao                       | 2016. december 28. (Youtube) 2017. január 5. (Netflix) 2017. február 14. (France 4) |                | 2.04         |
| 31. | 5.  | Loli-Rousse                       | Wicked Red                      |            | Jean-Louis Vandestoc | Laura McCreary                     | 2017. január 5. (Netflix) 2017. február 15. (France 4)                              |                | 2.05         |
| 32. | 6.  | Un message troublant              | Blurred Vision                  |            | Jean-Louis Vandestoc | Rhonda Smiley, James Hereth        | 2017. január 5. (Netflix) 2017. február 15. (France 4)                              |                | 2.06         |
| 33. | 7.  | Recherche d'Identité, 1ère partie | Princess Brenda: Part 1         |            | Jean-Louis Vandestoc | Madellaine Paxson                  | 2017. január 5. (Netflix) 2017. február 16. (France 4)                              |                | 2.07         |
| 34. | 8.  | Recherche d'Identité, 2ème partie | Princess Brenda: Part 2         |            | Jean-Louis Vandestoc | Eddie Guzelian                     | 2017. január 5. (Netflix) 2017. február 16. (France 4)                              |                | 2.08         |
| 35. | 9.  | Une poupée singulière             | Cute as a Doll                  |            | Jean-Louis Vandestoc | Rhonda Smiley, James Hereth        | 2017. január 5. (Netflix) 2017. február 17. (France 4)                              |                | 2.09         |
| 36. | 10. | Multi-Amaru                       | Amaru-niverse                   |            | Jean-Louis Vandestoc | Elise Allen, Madellaine Paxson     | 2017. január 5. (Netflix) 2017. február 17. (France 4)                              |                | 2.10         |
| 37. | 11. | Rex 2.0                           | Rex                             |            | Jean-Louis Vandestoc | Laura McCreary                     | 2017. január 5. (Netflix) 2017. február 20. (France 4)                              |                | 2.11         |
| 38. | 12. | Dans l'ombre d'une star           | Lost in the Shadows             |            | Jean-Louis Vandestoc | Rhonda Smiley, James Hereth        | 2017. január 5. (Netflix) 2017. február 20. (France 4)                              |                | 2.12         |
| 39. | 13. | Silence on tourne…                | I Want My LTV                   |            | Jean-Louis Vandestoc | Robin Stein, Daniel Bryan Franklin | 2017. január 5. (Netflix) 2017. február 21. (France 4)                              |                | 2.13         |
| 40. | 14. | Un artiste bien connu             | Desert Heat                     |            | Jean-Louis Vandestoc | Robin Stein, Daniel Bryan Franklin | 2017. január 5. (Netflix) 2017. február 21. (France 4)                              |                | 2.14         |
| 41. | 15. | Le rubis de L'Orient              | The Ruby of the Orient          |            | Jean-Louis Vandestoc | Robin Stein, Daniel Bryan Franklin | 2017. január 5. (Netflix) 2017. február 22. (France 4)                              |                | 2.15         |
| 42. | 16. | Le Loli-Smoothie                  | Loli-Lime Sublime               |            | Jean-Louis Vandestoc | Robin Stein, Daniel Bryan Franklin | 2017. január 5. (Netflix) 2017. február 22. (France 4)                              |                | 2.16         |
| 43. | 17. | Ellira                            | Truth Be Told                   |            | Jean-Louis Vandestoc | Robin Stein, Daniel Bryan Franklin | 2017. január 5. (Netflix) 2017. február 23. (France 4)                              |                | 2.17         |
| 44. | 18. | Un cours de danse particulier     | Dancing Shoes                   |            | Jean-Louis Vandestoc | Robin Stein, Daniel Bryan Franklin | 2017. január 5. (Netflix) 2017. február 23. (France 4)                              |                | 2.18         |
| 45. | 19. | La baguette ensorcelée            | Amateur Hour                    |            | Jean-Louis Vandestoc | Robin Stein, Daniel Bryan Franklin | 2017. január 5. (Netflix) 2017. február 24. (France 4)                              |                | 2.19         |
| 46. | 20. | La cueillette de cristal noir     | Strawberry Fields for Never     |            | Jean-Louis Vandestoc | Robin Stein, Daniel Bryan Franklin | 2017. január 5. (Netflix) 2017. február 24. (France 4)                              |                | 2.20         |
| 47. | 21. | La trahison, 1ère partie          | Stop in the Name of Lev: Part 1 |            | Jean-Louis Vandestoc | Madellaine Paxson                  | 2017. január 5. (Netflix) 2017. március 2. (France 4)                               |                | 2.21         |
| 48. | 22. | La trahison, 2ème partie          | Stop in the Name of Lev: Part 2 |            | Jean-Louis Vandestoc | Madellaine Paxson                  | 2017. január 5. (Netflix) 2017. március 2. (France 4)                               |                | 2.22         |
| 49. | 23. | Le jeu des statues                | Statue Game                     |            | Jean-Louis Vandestoc | Robin Stein, Daniel Bryan Franklin | 2017. január 5. (Netflix) 2017. március 1. (France 4)                               |                | 2.23         |
| 50. | 24. | Tombée dans l'oubli               | Forget You!                     |            | Jean-Louis Vandestoc | Robin Stein, Daniel Bryan Franklin | 2017. január 5. (Netflix) 2017. február 27. (France 4)                              |                | 2.24         |
| 51. | 25. | L'heure de gloire, 1ère partie    | Crowning Glory: Part 1          |            | Jean-Louis Vandestoc | Robin Stein, Daniel Bryan Franklin | 2017. január 5. (Netflix) 2017. február 28. (France 4)                              |                | 2.25         |
| 52. | 26. | L'heure de gloire, 2ème partie    | Crowning Glory: Part 2          |            | Jean-Louis Vandestoc | Robin Stein, Daniel Bryan Franklin | 2017. január 5. (Netflix) 2017. február 28. (France 4)                              |                | 2.26         |